# Richard Lloyd
Richard Lloyd (Pittsburgh (Pennsylvania), 25 oktober 1951) is een Amerikaanse gitarist, zanger en songwriter. Hij is het best bekend als voormalig lid van de New Yorkse punk-rockband Television.
Nadat Television werd ontbonden in 1978, maakte Lloyd een album voor Elektra Records onder de titel Alchemy. Gedurende zijn solocarrière als gitarist en sessiemusicus werkte hij met diverse artiesten waaronder Matthew Sweet, John Doe (band X) en Stephan Eicher.

## Discografie (solo)
- Alchemy (Elektra 1979)
- Field of Fire (Moving Target/Celluloid 1986/Reaction Recordings/Parasol Records)
- Real Time (1987)
- The Cover Doesn't Matter (2001)
- The Radiant Monkey (2007)
  - The Jamie Neverts Story (2009)
  - Lodestones (2010)
  - Rosedale (2016)
  - The Countdown (2018)